# Piotr Polak (aktor)
Piotr Polak (ur. 24 grudnia 1980 w Krakowie) – polski aktor filmowy, teatralny i dubbingowy.

## Życiorys
Ukończył studia na Wydziale Aktorskim Państwowej Wyższej Szkole Teatralnej w Krakowie (2004). Następnie jako aktor występował w Teatrze im. Wojciecha Bogusławskiego w Kaliszu (2004–2005), Starym Teatrze w Krakowie (2005–2008), Teatrze Dramatycznym w Warszawie (2008–2011), a od 2011 w Nowym Teatrze w Warszawie. Współpracował m.in. z: Mikołajem Grabowskim, Mają Kleczewską, Krystianem Lupą, Pawłem Miśkiewiczem i Krzysztofem Warlikowskim.

### Życie prywatne
Wychowywał się w Nowym Targu. Syn kierowcy rajdowego – Wiktora Polaka. Mąż aktorki Joanny Drozdy, córki satyryka Tadeusza Drozdy. Brat aktorki Jaśminy Polak.

## Wyróżnienia
- 2021: Horrible Imaginings Film Festival(inne języki) w Santa Ana: Nagroda dla najlepszego aktora w filmie krótkometrażowym, za rolę w filmie „Fikołek”[1]
- 2024: Nominacja do Telekamery w kategorii Aktor[4]

## Filmografia

### Filmy
- 2006: Przerwany lot (z cyklu Wielkie ucieczki) – mechanik
- 2006: Kto nigdy nie żył… – narkoman
- 2011: Księstwo
- 2016: Słońce, to słońce mnie oślepiło – adwokat
- 2017: Człowiek z magicznym pudełkiem – Adam Nowak
- 2018: Plan B – Piotr, mąż Kasi
- 2019: Królewna logorea i niedźwiedź (Spektakl telewizyjny) – Miś
- 2019: Fikołek (Etiuda szkolna) – Adam
- 2019: Ciemno, prawie noc – Nieruchomy Wędkarz, ojciec Różowej Dziewczynki
- 2020: Wyjeżdżamy (spektakl telewizyjny)
- 2020: Hura, wciąż żyjemy! – Dirk
- 2020: Four Cups of Coffee or Three
- 2021: Warning – Frank
- 2021: Inni ludzie – Chateau Rosso
- 2021: Erotica 2022 – szef
- 2023: Lęk – Patryk
- 2023: Kobieta z... – adwokat
- 2024: Spadek – Karol, narzeczony Karola[1]

### Seriale
- 2002–2010: Samo życie – Marcin Orzechowski, ekolog
- 2005: Wiedźmy (odc. 3 i 7) – Wojtek, chłopak Agnieszki
- 2005: Pensjonat pod Różą (odc. 80, 81) – Hubert, przyjaciel Moniki
- 2006: Kryminalni (odc. 49)
- 2007: Twarzą w twarz (odc. 8–9) – szantażysta
- 2008: Wydział zabójstw (odc. 37) – chłopak Marty
- 2008: Czas honoru (odc. 1)
- 2010: Miłość nad rozlewiskiem (odc. 5, 6, 7, 8, 9, 10, 11, 12, 13) – rzeźbiarz Orest Jakimow
- 2011: Życie nad rozlewiskiem (odc. 1, 4, 5, 6, 7, 8, 9, 10, 11, 12, 13) – rzeźbiarz Orest Jakimow
- 2012: Nad rozlewiskiem (odc. 1, 2, 4, 5, 8, 9, 10, 12, 13) – rzeźbiarz Orest Jakimow, partner Elwiry
- 2013: Prawo Agaty (odc. 43) – Bernaś
- 2013: Głęboka woda. Sezon 2 (odc. 2, 5, 10) – masażysta Aleksander „Pingwin”
- 2013–2014 Cisza nad rozlewiskiem (odc. 8, 9, 10, 11, 12, 13) – rzeźbiarz Orest Jakimow, partner Elwiry
- 2014–2015: M jak miłość (odc. 1115, 1116, 1130, 1136) – Józef Kurowski
- 2015: Aż po sufit! (odc. 11) – Dawid
- 2018: Drogi wolności (odc. 9, 10, 11, 12, 13) – rzeźbiarz Kamil Ostasz
- 2018: 1983 (odc. 4, 8) – Joshua
- od 2021: The Office PL – Michał Holc
- 2022: Warszawianka (odc. 1, 2, 4, 6, 7, 10, 11) – Piotr „Sanczo”, przyjaciel „Czułego”
- 2022: Erynie (odc. 10–12) – profesor Henryk Murawski[1]

### Dubbing
- 1977: Gwiezdne wojny: część IV – Nowa nadzieja – Han Solo[5]
- 1980: Gwiezdne wojny: część V – Imperium kontratakuje – Han Solo[6]
- 1983: Gwiezdne wojny: część VI – Powrót Jedi – Han Solo[7]
- 2010: Legendy sowiego królestwa: Strażnicy Ga’Hoole – Kludd
- 2014: Lego: Przygoda – Han Solo
- 2015: LEGO Star Wars: Opowieści droidów – Han Solo
- 2018: Player One – I-R0k
- 2020: Psy i koty 3: Łapa w łapę – Roger
- 2022: LEGO Gwiezdne wojny: Wakacje – Han Solo[8]
- 2024: Smok Diplodok – twórca komiksów Tadeusz, Gwary (chór cebul)[1][9]
- 2024: Opiekunka: Dalszy ciąg bajki – Michael Hausen, Łódkarz, Udzielający ślubu
- 2024: Istoty fantastyczne[8]